# Pseudotramea
Pseudotramea is een geslacht van libellen (Odonata) uit de familie van de korenbouten (Libellulidae).

## Soorten
Pseudotramea omvat 1 soort:
- Pseudotramea prateri Fraser, 1920